# الفتاة مع كل الهدايا (فلم)
الفتاة مع كل الهدايا (بالإنجليزية: The Girl with All the Gifts) هو فيلم رعب زومبي أبوكالبسي بريطاني تم إنتاجه في سنة 2016 وهو من إخراج كولم مكارثي وبطولة جيما آرتيرتون وبادي كونسيدين وغلين كلوز وسينيا نانوا، الفيلم مبني على رواية الفتاة مع كل الهدايا لمايك كاري ألتي أصدرت في سنة 2014. تتكلم قصة الفيلم عن مستقبل غامض بعد أن تصاب البشرية بفيروس يحولهم إلى زومبي، يكتشف عالم ومعلم وجنديين فتاة مميزة إسمها ميلاني ليحاولوا بكل السبل إنقاذها.

## البطولة
- جيما آرتيرتون بدور هيلين جوستينو
- بادي كونسيدين بدور الرقيب إدي باركس
- غلين كلوز بدور كارولين كالدويل
- سينيا نانوا بدور ميلاني
- آناماريا مارينكا بدور سيلكيرك
- فيسايو أكينادي بدور كيران غالاغر
- أنتوني ويلش بدور ديلون
- دومينيك تيبر بدور ديفاني
- غريس مكجي بدور آن
- إيلي لين بدور كيني
- كونور برات بدور بيتر
- جوزيف لوماس بدور جو

## التقييم
حصل الفيلم على تقييمات عالية، في موقع الطماطم الفاسدة حصل الفيلم على 85% بناءً على 100 مراجعة، وقد وصفه النقاد بكونه واحد من أفضل أفلام الزمبي. في موقع ميتاكريتيك حصل الفيلم على 67 من 100 وحصل على 20 نقد معظمها إيجابي.

## وصلات خارجية
- مقالات تستعمل روابط فنية بلا صلة مع ويكي بيانات
- الفتاة مع كل الهدايا على قاعدة بيانات الأفلام على الإنترنت